# Осока шариконосная
Осо́ка шариконо́сная (лат. Carex pilulifera) — многолетнее травянистое растение, вид рода Осока (Carex) семейства Осоковые (Cyperaceae).

## Ботаническое описание

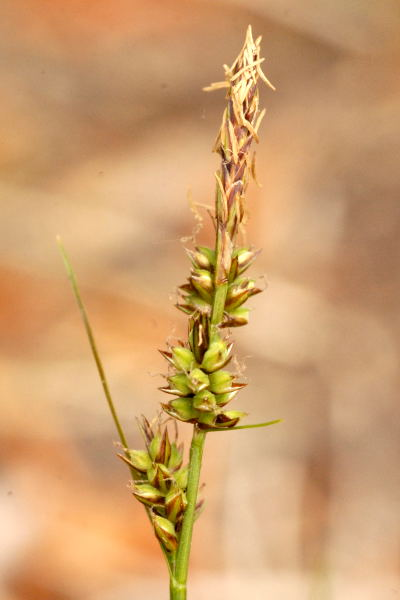
Соцветие, Бельгия

Зелёное растение с ветвистым корневищем, образующим густые дерновины.
Стебли тупо-трёхгранные, изогнутые, гладкие, кверху шероховатые, (5)10—30 см высотой.
Листья жёсткие, плоские или несколько свёрнутые, 2—3 мм шириной, длинно заострённые, иногда с краем завёрнутым назад, вполовину короче стебля. Нижние влагалища пурпурово-бурые.
Колоски тесно сближенные, нижний отставлен. Верхний колосок тычиночный, линейный, обратно-ланцетный или линейно-булавовидный, 0,5—1(2) см длиной, с ланцетными и острыми или тупыми, ржавыми или светло-ржавыми, по краю перепончатыми чешуями; остальные (1)2—3(4—6) — пестичные, немногоцветковые и короткие, густые, шаровидные, яйцевидные или продолговато-яйцевидные, 0,5—1 см длиной, 0,5—0,6 см шириной, сидячие или почти сидячие, реже нижний на короткой (до 1 см) ножке. Чешуи пестичных колосков яйцевидные, шиповато-заострённые или островатые, каштаново-бурые или ржавые, с зелёным или светлым килем, кверху шероховатым, по краю узко перепончатые, равные мешочкам или почти вполовину короче их. Мешочки почти округлые в поперечном сечении или вздуто-трёхганные, обратно-широко-, почти округло-яйцевидные, 2,5—3 мм длиной, растопыренные, тонкокожистые, без жилок или с 4—5 тонкими жилками, зеленоватые, позже желтоватые или более бледные, густо и коротко щетинчато-волосистые, с коротким, прямым или почти прямым, гладким, коротко-двузубчатым или выемчатым носиком, равным двум третям длины мешочка. Нижний кроющий лист без влагалища или с влагалищем 0,5—1,5 см длиной, линейный, равен соцветию или превышает его.
Плодоносит в мае—июне.
Число хромосом 2n=16,18.
Вид описан из Европы.

## Распространение
Северная, Атлантическая, Центральная и Южная (редко) Европа; Прибалтика; Европейская часть России: Ладожско-Ильмский район, Брянская область, окрестности Москвы, Ярославская область; Беларусь: запад; Украина: Карпаты; Северная Африка: Марокко.
Растёт в сухих светлых лесах, на опушках, среди кустарников, на суходольных лугах, сухих травянистых склонах.

## Систематика
В пределах вида выделяются два подвида:
- Carex pilulifera subsp. azorica (J.Gay) Franco & Rocha Afonso — Азорские острова
- Carex pilulifera subsp. pilulifera — Осока Эдера; Мадейра, Марокко, Европа